# Стойко Андрій Сергійович
Андрій Сергійович Стойко (псевдо Сокіл; 5 липня 1991, м. Тернопіль, нині Україна — 22 липня 2018, с. Петропавлівська Борщагівка, Україна) — український військовик, старший лейтенант полку патрульної служби міліції особливого призначення «Миротворець», активіст ВГО «Сокіл» та боєць «Легіону Свобода», батальйону «Шахтарськ» й «Торнадо». Почесний громадянин міста Тернополя (2018, посмертно).

## Життєпис
Андрій Стойко народився 5 липня 1991 року у місті Тернополі, нині Тернопільської громади Тернопільського району Тернопільської области України.
Закінчив Тернопільський національний технічний університет імені Івана Пулюя (2010, 2014). Працював помічником-консультантом депутата Тернопільської міської ради Володимира Карпінського (2010—2014).
Був старшим лейтенантом полку «Миротворець», активним учасником подій Революції гідності, АТО. У 2014 році у числі добровольців вирушив на Схід у складі батальйону «Шахтарськ», разом з усіма пройшов чимало гарячих точок на лінії зіткнення (Іловайськ, Піски).
Повернувшись, далі служив у лавах Національної поліції України. Загинув 22 липня 2018 року під час виконання службових обов'язків у селі Петропавлівська Борщагівка Київської області.
Панахида відбулася 30 липня 2018 року в місті Тернополі. Похований 2 серпня в місті Тернополі.
Займався спортом — легкою атлетикою, велоспортом, футболом, віндсерфінгом. У 2017 та 2018 роках брав участь у національних змаганнях «Ігри нескорених», де у 2018 році здобув срібло в бігові на 400 метрів.

## Нагороди
- медаль присвячена «Євромайдану», «Ветеран війни», «За оборону рідної землі», «За жертовність та любов до України» від Філарета, «Доброволець АТО»;
- пам'ятний знак учаснику подій «Іловайськ 2014»;
- нагрудний знак «За відвагу у службі» від Міністерства внутрішніх справ України;
- орден «За вірність присязі».
- «Почесний громадянин Тернопільської області» (посмертно) (2024)[2].